# Антарктичний союз мікродержав
48°34′17″ пн. ш. 15°19′40″ сх. д. / 48.5715° пн. ш. 15.3277° сх. д.
Антарктичний союз мікродержав  (скор. AMU,англ. Antarctic Micronational Union) - організація, що об'єднує віртуальні держави з територіальними претензіями в Антарктиді . Заявленою метою створення AMU є захист територіальних претензій членів інших претендентів.

## Історія
Антарктичний союз мікродержав був заснований 6 грудня 2008 Королівством Фінісмунд, Мері-Стейт та Великим Герцогством Фландренсіс під назвою ісп. Grupo Del Acuerdo Micronational Antártico, скор. GAMA. Причиною створення GAMA став конфлікт між Фінісмундом, Мері-Стейт, Фландренсісом з одного боку, і Джоном Лоуренсом з Вестарктики, що став відомим як «Велика Антарктична мікронаціональна війна». Конфлікт завершився 24 вересня 2010 року, коли герцог Фландренсіса Нільс та засновник Вестарктики Тревіс Макгенрі підписали Західноантарктичний договір і вступили до AMU .
Після кількох реформ та періодів бездіяльності AMU відновив діяльність у нинішньому вигляді 24 лютого 2020 року. Генеральним адміністратором AMU з 2014 року є Ярослав Мар, президент Лостайленда, переобраний на новий термін у лютому 2020 року .

## Члени
Членами AMU є такі віртуальні держави  :
- Республіка Авіненська
- Велике герцогство Вестарктика
- Карно-Рутенська Імперія
- Федеративна Республіка Лостайленд
- Місіонерський Орден Кельтського Хреста
- Павловська Імперія
- Велике Герцогство Пайкленд
- Хортанська Імперія
- Республіка Ужупіс